# 玉城仁菜
玉城 仁菜（たまき にな、1996年2月29日 - ）は日本の女性声優。沖縄県出身。ジャストプロ所属。

## 来歴
ボイスラボトーキョー（旧ヤオヨロズボイスラボ）出身。

## 人物
趣味は三味線、バレーボール、韓国語。

## 出演
太字はメインキャラクター。

### テレビアニメ
2017年
- ラブ米 -WE LOVE RICE-（にこまる）- 2シリーズ

2018年
- カードファイト!! ヴァンガード（2018年 - 2020年、先導アイチ〈幼少期〉、レッドジェム・カーバンクル、ふろうがる、紅の小獅子 キルフ、ミリオンレイ・ペガサス） - 3シリーズ
- 邪神ちゃんドロップキック（文銭堂店員）

2021年
- プラオレ!〜PRIDE OF ORANGE〜（真美 母）
- BLUE REFLECTION RAY/澪（山田仁菜）

2022年
- 失格紋の最強賢者（マティアス＝ヒルデスハイマー）

2023年
- テクノロイド オーバーマインド（ノラ、大学生、女性ファン、アナウンサー、ロボット排斥派）
- ちいかわ（グレーの子たち） 
- 七つの魔剣が支配する（ティム＝リントン）

2024年
- 月が導く異世界道中 第二幕（入試担当）
- 戦隊大失格（2024年 - 2025年、孔雀） - 2シリーズ
- やり直し令嬢は竜帝陛下を攻略中（少年ハディス）

2025年
- 最強の王様、二度目の人生は何をする?（母親）
- 信じていた仲間達にダンジョン奥地で殺されかけたがギフト『無限ガチャ』でレベル9999の仲間達を手に入れて元パーティーメンバーと世界に復讐&『ざまぁ!』します!（ライト）

### Webアニメ
- 鬼武者（2023年、遊女）

### ゲーム
- 秘密の宿屋（2017年、アルノ）
- 共闘ことばRPG コトダマン（2018年 - 2023年、チョウ身デレラ、ズボラプンツェル）
- 絵師神の絆（2019年、ハリマ）
- 千秋伝説・仙境〜神々が住む理想郷〜（2019年、莫耶）
- ファイナルギア -重装戦姫-（2021年、アフラ）
- Shadowverse（2022年、千金武装の大参謀、カードキャスター・マリ、機構翼の侍女、ミスチーフゾンビ[19]）
- Link!Like!ラブライブ!（2025年、アナウンサー）

### ドラマCD
- 元カレが腐男子になっておりまして。（2021年）

### 吹き替え
- チップとポテト（2019年、ストンプ）- 2シリーズ

### ラジオ
※はインターネット配信。
- 失格紋の最強RADIO → 失格紋のラジオだもん（2021年 - 2022年、音泉※）

### ナレーション
- FC町田ゼルビアをつくろう〜ゼルつく〜 #50#51（2021年3月5日、AbemaTV）

### キャラクターソング
| 発売日  | 商品名                                                  | 歌 | 楽曲                           | 備考                                                    |
| 2017年  | 2017年                                                  | 2017年 | 2017年                         | 2017年                                                  |
| ------- | ------------------------------------------------------- | --- | ------------------------------ | ------------------------------------------------------- |
| 5月24日 | 「ラブ米」キャラソンCD vol.1 「米の飯より思し召し」     | ひのひかり（石井マーク）、ささにしき（沢城千春）、ひとめぼれ（草摩そうすけ）、あきたこまち（小森未彩）、にこまる（玉城仁菜）                                                               | 「浪漫飛行〜ラブライスver.〜」 | テレビアニメ『ラブ米 -WE LOVE RICE-』主題歌             |
| 5月24日 | 「ラブ米」キャラソンCD vol.1 「米の飯より思し召し」     | ひのひかり（石井マーク）あきたこまち（小森未彩）、にこまる（玉城仁菜） | 「Blend My Love」              | テレビアニメ『ラブ米 -WE LOVE RICE-』挿入歌             |
| 6月14日 | 「ラブ米」キャラソンCD vol.2 「三度の飯も強し柔らかし」 | ひのひかり（石井マーク）、ささにしき（沢城千春）、ひとめぼれ（草摩そうすけ）、あきたこまち（小森未彩）、にこまる（玉城仁菜）                                                               | 「Fine Dress」                 | テレビアニメ『ラブ米 -WE LOVE RICE-』挿入歌             |
| 7月12日 | 「ラブ米」キャラソンCD vol.3 「米を百里の外に負う」     | ひのひかり（石井マーク）、ささにしき（沢城千春）、ひとめぼれ（草摩そうすけ）、あきたこまち（小森未彩）、にこまる（玉城仁菜）                                                               | 「Love at first sight」        | テレビアニメ『ラブ米 -WE LOVE RICE-』挿入歌             |
| 9月13日 | 「ラブ米」キャラソンCD vol.5 「千石万石も米五合」       | ひのひかり（石井マーク）、ささにしき（沢城千春）、ひとめぼれ（草摩そうすけ）、あきたこまち（小森未彩）、にこまる（玉城仁菜）                                                               | 「Going My Way」               | テレビアニメ『ラブ米 -WE LOVE RICE-』挿入歌             |
| 9月13日 | 「ラブ米」キャラソンCD vol.5 「千石万石も米五合」       | ひのひかり（石井マーク）、ささにしき（沢城千春）、ひとめぼれ（草摩そうすけ）、あきたこまち（小森未彩）、にこまる（玉城仁菜）、アン（榎木淳弥）、ショック（鈴木裕斗）、キャリー（大河元気） | 「浪漫飛行〜米粉パンver.〜」   | テレビアニメ『ラブ米 -WE LOVE RICE-』エンディングテーマ |
| 2018年  |                                                         | |                                |                                                         |
| 2月23日 | ラブ米二期作 DVD特典CD                                  | ひのひかり（石井マーク）、ささにしき（沢城千春）、ひとめぼれ（草摩そうすけ）、あきたこまち（小森未彩）、にこまる（玉城仁菜）                                                               | 「HIKARI」                     | テレビアニメ『ラブ米 -WE LOVE RICE-』挿入歌             |

### シリーズ一覧
1. ↑  第1期（2017年）、第2期『二期作』（2017年）
2. ↑  中・高校生編（2018年 - 2019年）、続・高校生編（2019年）、『外伝 イフ-if-』（2020年）
3. ↑  1st season（2024年）、2nd season（2025年）